# Corner (Alabama)
Corner ist ein gemeindefreies Gebiet im Jefferson County im Bundesstaat Alabama in den Vereinigten Staaten.

## Geographie
Corner liegt im Norden Alabamas im Süden der Vereinigten Staaten.
Nahegelegene Orte sind unter anderem Empire (6 km westlich), Sumiton (8 km südwestlich), Warrior (8 km östlich) und Kimberly (9 km südöstlich). Die nächste größere Stadt ist mit 212.000 Einwohnern das etwa 21 Kilometer südlich entfernt gelegene Birmingham.

## Geschichte
Der Ort erhielt den Namen Corner, da er sich an der gemeinsamen Grenze des Jefferson County, Walker County und Blount County befindet.
Corner verfügt über eine Elementary School, eine Middle School und eine High School.

## Verkehr
Corner liegt etwa zehn Kilometer westlich des Interstate 65, elf Kilometer westlich des U.S. Highway 31 und zwölf Kilometer östlich der Alabama State Route 5.
Etwa 30 Kilometer südlich befindet sich der Birmingham-Shuttlesworth International Airport, 35 Kilometer nordwestlich außerdem der Walker County Airport.